# Belmont Stakes
Belmont Stakes är ett klassiskt galopplöp för 3-åriga engelska fullblodshästar. Det hålls årligen tre veckor efter Preakness Stakes, vanligtvis i början på juni på Belmont Park i Elmont i New York. Löpet är ett av USA:s äldsta fullblodskapplöpningar då första upplagan av löpet reds redan 1867. Det är ett Grupp 1-löp, det vill säga ett löp av högsta internationella klass. Löpet rids över 2414 meter.
Belmont Stakes hör tillsammans med Kentucky Derby och Preakness Stakes till Triple Crown-löpen i amerikansk galoppsport.

## Segrare
Noteringar: Hästar som även segrat i Triple Crown Triple Crown anges i fetstil. Tecknet † anger ett sto.
| År   | Häst                                   | Jockey                                 | Tränare                                | Tid                                    |
| ---- | -------------------------------------- | -------------------------------------- | -------------------------------------- | -------------------------------------- |
| 2024 | Dornoch                                | Luis Saez                              | Danny Gargan                           | 2:01.64                                |
| 2023 | Arcangelo                              | Javier Castellano                      | Jena M. Antonucci                      | 2:29.23                                |
| 2022 | Mo Donegal                             | Irad Ortiz Jr.                         | Todd Pletcher                          | 2:28.28                                |
| 2021 | Essential Quality                      | Luis Saez                              | Brad H. Cox                            | 2:27.11                                |
| 2020 | Tiz the Law                            | Manny Franco                           | Barclay Tagg                           | 1:46.53                                |
| 2019 | Sir Winston                            | Joel Rosario                           | Mark E. Casse                          | 2:28.30                                |
| 2018 | Justify                                | Mike Smith                             | Bob Baffert                            | 2:28.18                                |
| 2017 | Tapwrit                                | José Ortiz                             | Todd Pletcher                          | 2:30.02                                |
| 2016 | Creator                                | Irad Ortiz Jr.                         | Steve Asmussen                         | 2:28.51                                |
| 2015 | American Pharoah                       | Victor Espinoza                        | Bob Baffert                            | 2:26.65                                |
| 2014 | Tonalist                               | Joel Rosario                           | Christophe Clement                     | 2:28.52                                |
| 2013 | Palace Malice                          | Mike Smith                             | Todd Pletcher                          | 2:30.70                                |
| 2012 | Union Rags                             | John Velazquez                         | Michael Matz                           | 2:30.42                                |
| 2011 | Ruler on Ice                           | Jose Valdivia Jr.                      | Kelly Breen                            | 2:30.88                                |
| 2010 | Drosselmeyer                           | Mike Smith                             | William Mott                           | 2:31.57                                |
| 2009 | Summer Bird                            | Kent Desormeaux                        | Tim Ice                                | 2:27.54                                |
| 2008 | Da'Tara                                | Alan Garcia                            | Nick Zito                              | 2:29.65                                |
| 2007 | Rags to Riches †                       | John Velazquez                         | Todd Pletcher                          | 2:28.74                                |
| 2006 | Jazil                                  | Fernando Jara                          | Kiaran McLaughlin                      | 2:27.86                                |
| 2005 | Afleet Alex                            | Jeremy Rose                            | Timothy Ritchey                        | 2:28.75                                |
| 2004 | Birdstone                              | Edgar Prado                            | Nick Zito                              | 2:27.50                                |
| 2003 | Empire Maker                           | Jerry Bailey                           | Robert Frankel                         | 2:28.26                                |
| 2002 | Sarava                                 | Edgar Prado                            | Kenneth McPeek                         | 2:29.71                                |
| 2001 | Point Given                            | Gary Stevens                           | Bob Baffert                            | 2:26.56                                |
| 2000 | Commendable                            | Pat Day                                | D. Wayne Lukas                         | 2:31.19                                |
| 1999 | Lemon Drop Kid                         | José A. Santos                         | Scotty Schulhofer                      | 2:27.88                                |
| 1998 | Victory Gallop                         | Gary Stevens                           | W. Elliott Walden                      | 2:29.16                                |
| 1997 | Touch Gold                             | Chris McCarron                         | David Hofmans                          | 2:28.82                                |
| 1996 | Editor's Note                          | René R. Douglas                        | D. Wayne Lukas                         | 2:28.96                                |
| 1995 | Thunder Gulch                          | Gary Stevens                           | D. Wayne Lukas                         | 2:32.02                                |
| 1994 | Tabasco Cat                            | Pat Day                                | D. Wayne Lukas                         | 2:26.82                                |
| 1993 | Colonial Affair                        | Julie Krone                            | Scotty Schulhofer                      | 2:29.97                                |
| 1992 | A.P. Indy                              | Ed Delahoussaye                        | Neil Drysdale                          | 2:26.13                                |
| 1991 | Hansel                                 | Jerry Bailey                           | Frank L. Brothers                      | 2:28.10                                |
| 1990 | Go And Go                              | Michael Kinane                         | Dermot K. Weld                         | 2:27.20                                |
| 1989 | Easy Goer                              | Pat Day                                | C. R. McGaughey III                    | 2:26.00                                |
| 1988 | Risen Star                             | Ed Delahoussaye                        | Louie J. Roussel III                   | 2:26.40                                |
| 1987 | Bet Twice                              | Craig Perret                           | Jimmy Croll                            | 2:28.20                                |
| 1986 | Danzig Connection                      | Chris McCarron                         | Woody Stephens                         | 2:29.80                                |
| 1985 | Creme Fraiche                          | Eddie Maple                            | Woody Stephens                         | 2:27.00                                |
| 1984 | Swale                                  | Laffit Pincay Jr.                      | Woody Stephens                         | 2:27.20                                |
| 1983 | Caveat                                 | Laffit Pincay Jr.                      | Woody Stephens                         | 2:27.80                                |
| 1982 | Conquistador Cielo                     | Laffit Pincay Jr.                      | Woody Stephens                         | 2:28.20                                |
| 1981 | Summing                                | George Martens                         | Luis S. Barrera                        | 2:29.00                                |
| 1980 | Temperence Hill                        | Eddie Maple                            | Joseph B. Cantey                       | 2:29.80                                |
| 1979 | Coastal                                | Ruben Hernandez                        | David A. Whiteley                      | 2:28.60                                |
| 1978 | Affirmed                               | Steve Cauthen                          | Laz Barrera                            | 2:26.80                                |
| 1977 | Seattle Slew                           | Jean Cruguet                           | William H. Turner Jr.                  | 2:29.60                                |
| 1976 | Bold Forbes                            | Ángel Cordero Jr.                      | Laz Barrera                            | 2:29.00                                |
| 1975 | Avatar                                 | Bill Shoemaker                         | Tommy Doyle                            | 2:28.20                                |
| 1974 | Little Current                         | Miguel A. Rivera                       | Lou Rondinello                         | 2:29.20                                |
| 1973 | Secretariat                            | Ron Turcotte                           | Lucien Laurin                          | 2:24.00                                |
| 1972 | Riva Ridge                             | Ron Turcotte                           | Lucien Laurin                          | 2:28.00                                |
| 1971 | Pass Catcher                           | Walter Blum                            | Eddie Yowell                           | 2:30.40                                |
| 1970 | High Echelon                           | John L. Rotz                           | John W. Jacobs                         | 2:34.00                                |
| 1969 | Arts and Letters                       | Braulio Baeza                          | J. Elliott Burch                       | 2:28.80                                |
| 1968 | Stage Door Johnny                      | Heliodoro Gustines                     | John M. Gaver Sr.                      | 2:27.20                                |
| 1967 | Damascus                               | Bill Shoemaker                         | Frank Y. Whiteley Jr.                  | 2:28.80                                |
| 1966 | Amberoid                               | William Boland                         | Lucien Laurin                          | 2:29.60                                |
| 1965 | Hail To All                            | Johnny Sellers                         | Eddie Yowell                           | 2:28.40                                |
| 1964 | Quadrangle                             | Manuel Ycaza                           | J. Elliott Burch                       | 2:28.40                                |
| 1963 | Chateaugay                             | Braulio Baeza                          | James P. Conway                        | 2:30.20                                |
| 1962 | Jaipur                                 | Bill Shoemaker                         | Bert Mulholland                        | 2:28.80                                |
| 1961 | Sherluck                               | Braulio Baeza                          | Harold Young                           | 2:29.20                                |
| 1960 | Celtic Ash                             | Bill Hartack                           | Thomas J. Barry                        | 2:29.20                                |
| 1959 | Sword Dancer                           | Bill Shoemaker                         | J. Elliott Burch                       | 2:28.40                                |
| 1958 | Cavan                                  | Pete Anderson                          | Thomas J. Barry                        | 2:30.20                                |
| 1957 | Gallant Man                            | Bill Shoemaker                         | John A. Nerud                          | 2:26.60                                |
| 1956 | Needles                                | David Erb                              | Hugh L. Fontaine                       | 2:29.80                                |
| 1955 | Nashua                                 | Eddie Arcaro                           | Jim Fitzsimmons                        | 2:29.00                                |
| 1954 | High Gun                               | Eric Guerin                            | Max Hirsch                             | 2:30.80                                |
| 1953 | Native Dancer                          | Eric Guerin                            | Bill Winfrey                           | 2:28.60                                |
| 1952 | One Count                              | Eddie Arcaro                           | Oscar White                            | 2:30.20                                |
| 1951 | Counterpoint                           | Dave Gorman                            | Sylvester Veitch                       | 2:29.00                                |
| 1950 | Middleground                           | William Boland                         | Max Hirsch                             | 2:28.60                                |
| 1949 | Capot                                  | Ted Atkinson                           | John M. Gaver Sr.                      | 2:30.20                                |
| 1948 | Citation                               | Eddie Arcaro                           | Horace A. Jones                        | 2:28.20                                |
| 1947 | Phalanx                                | Ruperto Donoso                         | Sylvester Veitch                       | 2:29.40                                |
| 1946 | Assault                                | Warren Mehrtens                        | Max Hirsch                             | 2:30.80                                |
| 1945 | Pavot                                  | Eddie Arcaro                           | Oscar White                            | 2:30.20                                |
| 1944 | Bounding Home                          | Gayle Smith                            | Matthew P. Brady                       | 2:32.20                                |
| 1943 | Count Fleet                            | Johnny Longden                         | Don Cameron                            | 2:28.20                                |
| 1942 | Shut Out                               | Eddie Arcaro                           | John M. Gaver Sr.                      | 2:29.20                                |
| 1941 | Whirlaway                              | Eddie Arcaro                           | Ben A. Jones                           | 2:31.00                                |
| 1940 | Bimelech                               | Fred A. Smith                          | William A. Hurley                      | 2:29.60                                |
| 1939 | Johnstown                              | James Stout                            | Jim Fitzsimmons                        | 2:29.60                                |
| 1938 | Pasteurized                            | James Stout                            | George M. Odom                         | 2:29.40                                |
| 1937 | War Admiral                            | Charley Kurtsinger                     | George Conway                          | 2:28.60                                |
| 1936 | Granville                              | James Stout                            | Jim Fitzsimmons                        | 2:30.00                                |
| 1935 | Omaha                                  | Willie Saunders                        | Jim Fitzsimmons                        | 2:30.60                                |
| 1934 | Peace Chance                           | Wayne D. Wright                        | Pete Coyne                             | 2:29.20                                |
| 1933 | Hurryoff                               | Mack Garner                            | Henry McDaniel                         | 2:32.60                                |
| 1932 | Faireno                                | Tommy Malley                           | Jim Fitzsimmons                        | 2:32.80                                |
| 1931 | Twenty Grand                           | Charley Kurtsinger                     | James G. Rowe Jr.                      | 2:29.60                                |
| 1930 | Gallant Fox                            | Earl Sande                             | Jim Fitzsimmons                        | 2:31.60                                |
| 1929 | Blue Larkspur                          | Mack Garner                            | Herbert J. Thompson                    | 2:32.80                                |
| 1928 | Vito                                   | Clarence Kummer                        | Max Hirsch                             | 2:33.20                                |
| 1927 | Chance Shot                            | Earl Sande                             | Pete Coyne                             | 2:32.40                                |
| 1926 | Crusader                               | Albert Johnson                         | George Conway                          | 2:32.20                                |
| 1925 | American Flag                          | Albert Johnson                         | Gwyn R. Tompkins                       | 2:16.80                                |
| 1924 | Mad Play                               | Earl Sande                             | Sam Hildreth                           | 2:18.80                                |
| 1923 | Zev                                    | Earl Sande                             | Sam Hildreth                           | 2:19.00                                |
| 1922 | Pillory                                | Charles H. Miller                      | Thomas J. Healey                       | 2:18.80                                |
| 1921 | Grey Lag                               | Earl Sande                             | Sam Hildreth                           | 2:16.80                                |
| 1920 | Man o' War                             | Clarence Kummer                        | Louis Feustel                          | 2:14.20                                |
| 1919 | Sir Barton                             | Johnny Loftus                          | H. Guy Bedwell                         | 2:17.40                                |
| 1918 | Johren                                 | Frank Robinson                         | Albert Simons                          | 2:20.40                                |
| 1917 | Hourless                               | James H. Butwell                       | Sam Hildreth                           | 2:17.80                                |
| 1916 | Friar Rock                             | Everett Haynes                         | Sam Hildreth                           | 2:22.00                                |
| 1915 | The Finn                               | George Byrne                           | Edward W. Heffner                      | 2:18.40                                |
| 1914 | Luke McLuke                            | Merritt C. Buxton                      | John F. Schorr                         | 2:20.00                                |
| 1913 | Prince Eugene                          | Roscoe Troxler                         | James G. Rowe Sr.                      | 2:18.00                                |
| 1912 | Inga löp på grund av Hart–Agnew-lagen. | Inga löp på grund av Hart–Agnew-lagen. | Inga löp på grund av Hart–Agnew-lagen. | Inga löp på grund av Hart–Agnew-lagen. |
| 1911 | Inga löp på grund av Hart–Agnew-lagen. | Inga löp på grund av Hart–Agnew-lagen. | Inga löp på grund av Hart–Agnew-lagen. | Inga löp på grund av Hart–Agnew-lagen. |
| 1910 | Sweep                                  | James H. Butwell                       | James G. Rowe Sr.                      | 2:22.00                                |
| 1909 | Joe Madden                             | Eddie Dugan                            | Sam Hildreth                           | 2:21.60                                |
| 1908 | Colin                                  | Joe Notter                             | James G. Rowe Sr.                      | N/A                                    |
| 1907 | Peter Pan                              | George Mountain                        | James G. Rowe Sr.                      | N/A                                    |
| 1906 | Burgomaster                            | Lucien Lyne                            | John W. Rogers                         | 2:20.00                                |
| 1905 | Tanya ‡                                | Gene Hildebrand                        | John W. Rogers                         | 2:08.00                                |
| 1904 | Delhi                                  | George M. Odom                         | James G. Rowe Sr.                      | 2:06.60                                |
| 1903 | Africander                             | John Bullman                           | Richard O. Miller                      | 2:21.75                                |
| 1902 | Masterman                              | John Bullman                           | John J. Hyland                         | 2:22.60                                |
| 1901 | Commando                               | Henry Spencer                          | James G. Rowe Sr.                      | 2:21.00                                |
| 1900 | Ildrim                                 | Nash Turner                            | H. Eugene Leigh                        | 2:21.25                                |
| 1899 | Jean Bereaud                           | Richard Clawson                        | Sam Hildreth                           | 2:23.00                                |
| 1898 | Bowling Brook                          | Fred Littlefield                       | R. Wyndham Walden                      | 2:32.00                                |
| 1897 | Scottish Chieftain                     | Joe Scherrer                           | Matt Byrnes                            | 2:23.25                                |
| 1896 | Hastings                               | Henry Griffin                          | John J. Hyland                         | 2:24.50                                |
| 1895 | Belmar                                 | Fred Taral                             | Edward Feakes                          | 2:11.50                                |
| 1894 | Henry of Navarre                       | Willie Simms                           | Byron McClelland                       | 1:56.50                                |
| 1893 | Comanche                               | Willie Simms                           | Gus Hannon                             | 1:53.25                                |
| 1892 | Patron                                 | William Hayward                        | Louis Stuart                           | 2:17.00                                |
| 1891 | Foxford                                | Edward H. Garrison                     | Michael Donavan                        | 2:08.75                                |
| 1890 | Burlington                             | Shelby "Pike" Barnes                   | Albert Cooper                          | 2:07.75                                |
| 1889 | Eric                                   | William Hayward                        | John Huggins                           | 2:47.25                                |
| 1888 | Sir Dixon                              | Jim McLaughlin                         | Frank McCabe                           | 2:40.25                                |
| 1887 | Hanover                                | Jim McLaughlin                         | Frank McCabe                           | 2:43.50                                |
| 1886 | Inspector B                            | Jim McLaughlin                         | Frank McCabe                           | 2:41.00                                |
| 1885 | Tyrant                                 | Patsy Duffy                            | William R. Claypool                    | 2:43.00                                |
| 1884 | Panique                                | Jim McLaughlin                         | James G. Rowe Sr.                      | 2:42.00                                |
| 1883 | George Kinney                          | Jim McLaughlin                         | James G. Rowe Sr.                      | 2:42.50                                |
| 1882 | Forester                               | Jim McLaughlin                         | Lewis Stewart                          | 2:43.00                                |
| 1881 | Saunterer                              | Tom Costello                           | R. Wyndham Walden                      | 2:47.00                                |
| 1880 | Grenada                                | Lloyd Hughes                           | R. Wyndham Walden                      | 2:47.00                                |
| 1879 | Spendthrift                            | George Evans                           | Thomas Puryear                         | 2:42.75                                |
| 1878 | Duke of Magenta                        | Lloyd Hughes                           | R. Wyndham Walden                      | 2:43.50                                |
| 1877 | Cloverbrook                            | Cyrus Holloway                         | Jeter Walden                           | 2:46.00                                |
| 1876 | Algerine                               | William Donohue                        | Thomas W. Doswell                      | 2:40.50                                |
| 1875 | Calvin                                 | Robert Swim                            | Ansel Williamson                       | 2:42.25                                |
| 1874 | Saxon                                  | George Barbee                          | William Pryor                          | 2:39.50                                |
| 1873 | Springbok                              | James G. Rowe Sr.                      | David McDaniel                         | 3:01.75                                |
| 1872 | Joe Daniels                            | James G. Rowe Sr.                      | David McDaniel                         | 2:58.25                                |
| 1871 | Harry Bassett                          | W. Miller                              | David McDaniel                         | 2:56.00                                |
| 1870 | Kingfisher                             | Edward D. Brown                        | Raleigh Colston Sr.                    | 2:59.50                                |
| 1869 | Fenian                                 | C. Miller                              | Jacob Pincus                           | 3:04.25                                |
| 1868 | General Duke                           | Robert Swim                            | Andrew Thompson                        | 3:02.00                                |
| 1867 | Ruthless †                             | Gilbert Patrick                        | A. Jack Minor                          | 3:05.00                                |